# Karel Beneš (fotograf)
Karel Beneš, MQEP (* 19. listopadu 1951, Ostrava) je současný český výtvarný fotograf. Žije a působí v Praze. Je členem Asociace profesionálních fotografů České republiky, držitelem titulu QEP (Qualified European Photographer) a Master QEP (Master Qualified European Photographer). , je členem European Union of Arts a členem Ochranné organizace autorské (OOAS).

## Život a dílo

### Profesní životopis
S fotografickou tvorbou se setkával od svého dětství. Vystudoval Grafickou školu v Praze, obor Užitá fotografie. Po několika letech působení v oboru se stal členem Českého fondu výtvarných umělců.
Spolu s výtvarnými fotografy Pavlem Brunclíkem a Romanem Kelbichem založili v roce 1994 v Praze - Kunraticích Studio ASA, ve své době největší fotografické studio v České republice. V roce 2003 otevřel v Praze na Václavském náměstí se svými společníky, nakladatelem Radkem Šťastným a režisérem Jozefem Horalem fotografickou společnost a galerii Allegro foto.

### Aktivity v oblasti fotografie a umění
- Člen European Union of Arts
- Člen Ochranné organizace autorské
- Viceprezident Asociace profesionálních fotografů České republiky v letech 2004 - 2012
- Místopředseda správní rady Asociace profesionálních fotografů České republiky v letech 1996 - 2012

### Rodinná tradice
Autor při své profesionální práci často spolupracuje na projektech se svou rodinou. Otec Karel byl profesionálním fotografem se zaměřením na oblast architektury a reklamy. Se svou manželkou Mariou, nejprve jako modelkou s profesní praxí manekýny, později jako autorkou netradičních výtvarných oděvních kreací, vytvořil obrazové kompozice, které byly použity pro reklamní kalendáře a obrazy do interiérů významných společností.
Jeho nejstarší syn Marian je současný český fotograf, grafik, středoškolský a vysokoškolský pedagog. Je držitelem titulu QEP (Qualified European Photographer). Vystudoval obor Užitá fotografie na Grafické škole v Praze a katedru fotografie na Filmové a televizní fakultě Akademie múzických umění v Praze. Působil v newyorském International Center of Photography jako vyučující asistent, na Ohio University v americkém městě Athens. Díky Fulbrightovu stipendiu pro postgraduální studium absolvoval certifikátní program na International Center of Photography v New Yorku a později zde působil jako vyučující asistent.
Mladší dcera Natálie je současnou českou fotografkou a stylistkou, působící v oblasti módy a reklamy. Vystudovala obor Užitá fotografie na Grafické škole v Praze a Institut tvůrčí fotografie na Filozoficko-přírodovědecké fakultě Slezské univerzity v Opavě.
Nejmladší syn Marcel studuje na katedře kamery Filmové a televizní fakulty Akademie múzických umění v Praze.

## Dílo

### Užitá fotografie
Věnuje se výtvarné fotografii v oblasti reklamy, architektury a portrétu. Dlouhodobě se zabývá reklamní tvorbou se zaměřením na techniku a průmysl. Fotografuje mohutné ocelové výrobky, jako jsou zalomené lodní hřídele, osobní a nákladní automobily i největši zaoceánské lodě světa. Rád si pohrává s osvětlením, standardně používá patnáct i více zábleskových světel, která ještě podle možností kombinuje se světlem denním, nebo umělým. Reklamní snímky průmyslových výrobků jsou tak esteticky velmi působivé a zaujmou diváka zvláštním kouzlem.
Je autorem mediálních kampaní, reklamních katalogů, expozic mezinárodních veletrhů, výročních zpráv a exportních kalendářů velkých obchodních a průmyslových společností, vytvořených na vysoké výtvarné a technické úrovni. Mezi jeho významné zákazníky patří Evraz Vítkovice Steel, Vítkovice Machinery Group, Škoda Auto, Tatra Truck, eBanka, Škoda koncern, Gorenje, ThyssenKrupp, Nestlé, Landis+Gyr, Prodeco, Glentor, Dopravní podnik hlavního města Prahy, Porcela Plus, Synthos Kralupy, Pražská Plynárenská, Hotel InterContinental Praha nebo Clarion Congress Hotel Ostrava.

### Volná fotografická tvorba
Výrazným prvkem autora jsou studiové kompozice detailů kovů a výrazové kompozice modelů a modelek, v návaznosti na průmyslové komponenty.

## Sbírky a ocenění

### Zastoupení ve sbírkách
- Zlatý fond – Národní muzeum fotografie, Jindřichův Hradec

### Ocenění
- Výroční zpráva roku 1995, 1. cena v kategorii, 2. cena v celkovém pořadí
- Titul QEP - Qualified European Photographer, Brusel 2001
- Expo Image 2001 – cena Expozice roku
- Nejlepší dodavatel společnosti Vítkovice za rok 2002
- Fotografická publikace roku 2003, kategorie Kalendáře
- 1. cena, Aura 2004
- Fotografická publikace roku 2004, kategorie Kalendáře
- Fotografická publikace roku 2005, kategorie Kalendáře
- Fotografická publikace roku 2005, kategorie Reklamní publikace
- 3. cena, Aura 2005
- 1. cena, Fujifilm Euro Press Professional Awards 2006
- 2. cena, Aura 2006
- 2. cena, Aura 2007
- Titul Master QEP – Master Qualified European Photographer, Brusel 2009[3]
- FEP European Professional Photographer of the Yar Avards 2010, finalista

## Výstavy

### Samostatné výstavy
- Výtvarná průmyslová fotografie, Hannover, SRN 1996
- Lidé a stroje, Galerie pavilonu Vítkovice, Brno 1997
- Průmyslová fotografie jinak, Fotogalerie Pasáž Lucerna, Praha 2002
- Kalendář roku, Galerie Allegro, Praha 2003
- Lodě na vlnách oceánů, Ostrava 2008

### Skupinové výstavy
- Salon, Galerie výtvarných umění, Ostrava, 1993
- Tvorba, Dům umění, Opava, 1994
- Salon výtvarníků, Muzeum, Slavkov, 1995
- Detail, Národní technické muzeum, Praha, 1997
- Portrét, Národní technické muzeum, Praha, 1998
- Česká reklamní fotografie, Národní technické muzeum, Praha, 1999
- Zlatý fond, Kongresové centrum České národní banky, Praha, 2001
- Architektura, Galerie Jaroslava Fragnera, Praha, 2002
- Qalified European Photographer, Národní muzeum fotografie, Jindřichův Hradec, 2002
- Interkamera, Výstaviště Praha, 2003
- Krajina, Národní muzeum fotografie, Jindřichův Hradec, 2004
- Decuria, Senát Parlamentu České republiky, 2005
- QEP, Galerie 4, Cheb, 2006
- Výběr, Galerie Diamant S.V.U. Mánes, Praha, 2008
- Výběr II, Galerie Diamant S.V.U. Mánes, Praha, 2010

## Výtvarné projekty
- Cultura Informa Bohemia, Interkamera, Výstaviště, Praha, 2001
- Modum, Dům módy, Praha, 2011

## Publikace
- Decuria – 10 QEP fotografů České republiky
- Qualified European Photographers Federation of Professional Photographers
- Ships on the Waves of all Oceans